# Soninha Francine
Sonia Francine Gaspar Marmo (São Paulo, 25 de agosto de 1967) é uma jornalista, comunicadora, consultora e política brasileira, filiada ao Cidadania. Tornou-se nacionalmente conhecida como VJ da MTV Brasil e atua há décadas na promoção de políticas públicas, diversidade e direitos humanos.

## Vida
Nascida no bairro de Santana, formou-se em cinema pela ECA-USP, e participou de alguns filmes feitos pelos alunos do curso de cinema da ECA.
Soninha teve experiência como atriz amadora em várias peças. Sua primeira peça foi apresentada em inglês, no Festival de Teatro da Cultura Inglesa de São Paulo, onde participou de uma adaptação de Round and Round the Garden (Norman Conquests), texto de 1973 do renomado dramaturgo e diretor teatral inglês Alan Ayckbourn. A outra como Joana, papel principal da peça Gota d'Água de Chico Buarque de Holanda, atuando junto com Laerte Mello (Creonte), ambas dirigidas por Robson Camargo. A performance recebeu o prêmio The Best Production Award do Drama Festival da Cultura Inglesa de 1984.

## Carreira na mídia
Soninha iniciou sua trajetória na MTV Brasil como assistente de produção, passando a coordenadora e redatora de programas. Em 1994, estreou como apresentadora e se destacou nacionalmente pelo carisma e estilo irreverente, permanecendo por dez anos na emissora.
Em 2000, passou a apresentar o programa "RG" na TV Cultura, voltado ao público jovem.
Durante sua passagem pela TV Cultura, Soninha apareceu na capa da revista Época, onde falou abertamente sobre o uso de maconha e a importância de um debate público sobre sua descriminalização. A repercussão gerou controvérsias e resultou em sua saída da emissora.
Desde então, defende a discussão aberta e responsável sobre o tema, especialmente no contexto do uso medicinal da substância e seus benefícios comprovados. Em 2017, como secretária anunciada da gestão Doria, reforçou sua posição em defesa do canabidiol no tratamento de dependência química, destacando seu potencial no enfrentamento ao crack.
Foi colunista da Folha de São Paulo e colaboradora de veículos como a revista Vida Simples. Em 2007, integrou o elenco do programa Saia Justa, ampliando sua atuação como comunicadora.

## Produção autoral
Além de colunista da Folha de S.Paulo e da revista Vida Simples, Soninha é autora e coautora de livros que tratam de juventude, espiritualidade, diversidade e cidadania.
- Porque sou budista? (Jaboticaba, 2004) – relato pessoal sobre sua vivência espiritual e descobertas no budismo.
- Tipo assim: Adolescente (Papirus, 2005), com Jairo Bouer – conversa franca sobre juventude, saúde, identidade e escolhas, voltada a adolescentes e famílias.
- Meu Pequeno Palmeirense (Belas Letras, 2015) – livro infantil que apresenta, de forma afetiva, a paixão pelo futebol e pelo Palmeiras.
- Dizendo a que veio – Uma vida contra o preconceito (Tordesilhas, 2018) – autobiografia que conecta sua trajetória pessoal e pública com temas de direitos humanos e diversidade.
- Para Ser Jogador de Futebol (Jaboticaba) – com Raí e Milly Lacombe, reúne dicas, relatos e reflexões para quem sonha com o futebol profissional.
- Febre de Bola (Nossa Cultura) – narração da versão em audiolivro do clássico de Nick Hornby sobre o futebol como paixão.

## Carreira política
Soninha entrou para a política movida pela frustração de ver boas ideias sociais se perderem por falta de continuidade. Foi eleita vereadora de São Paulo em 2004 pelo PT, com 50.989 votos, com forte atuação em temas como juventude, diversidade, mobilidade urbana, cultura e tecnologia.
Foi relatora de comissões como a CPI do Trabalho Análogo à Escravidão e da Comissão Parlamentar de Estudos sobre as Mudanças Climáticas. Em 2006, candidatou-se a deputada federal, recebendo 44.953 votos.
Em 2007, filiou-se ao PPS (atual Cidadania) e disputou a Prefeitura de São Paulo em 2008, recebendo 266.978 votos. Em seguida, foi nomeada subprefeita da Lapa (2009–2010) pela gestão Gilberto Kassab.
Após deixar o cargo, atuou como editora do site da campanha presidencial de José Serra e foi superintendente da SUTACO, a convite do então governador Geraldo Alckmin.
Em 2012 disputou novamente a prefeitura.
Em 2013 lançou o blog "Tecla SAP" para traduzir a política para o público geral.
Em 2015 foi nomeada para a Coordenadoria de Políticas para a Diversidade Sexual do Estado de São Paulo.
Foi eleita vereadora novamente em 2016 com 40.113 votos e nomeada secretária municipal de Assistência Social em 2017. Deixou o cargo após 110 dias.
Em 2020, concorreu novamente à vereança, mas não foi eleita.
Em maio de 2022, assumiu a Secretaria Municipal de Direitos Humanos e Cidadania na gestão Ricardo Nunes, onde permaneceu até janeiro de 2025, coordenando políticas públicas voltadas à inclusão, diversidade e combate à fome.

## Vida pessoal
Soninha é mãe de três filhas: Rachel, bióloga; Sarah, publicitária; e Júlia, fruto de seu casamento com o produtor musical Marcelo Saula. Em 2004, quando tinha sete anos, Júlia foi diagnosticada com leucemia, da qual se recuperou completamente. Durante esse período, Soninha compartilhou publicamente a experiência, destacando o processo de enfrentamento e a importância do acolhimento diante de um desafio tão delicado.É avó de 3 netas, filhas da Rachel e da Sarah.

Praticante do budismo tibetano há mais de duas décadas, Soninha realiza meditações diárias e mantém um altar em sua residência. Ela atribui à prática budista melhorias significativas em sua saúde mental, auxiliando no enfrentamento de episódios de estresse e depressão.
Em 2013, durante uma ação social, Soninha conheceu Paulo Sergio Rodrigues Martins, que vivia em situação de rua. Com o tempo, os dois desenvolveram um relacionamento e passaram a morar juntos. Paulo enfrentava problemas com o alcoolismo e conseguiu estabilizar sua condição em 2017. Posteriormente, o casal se separou, mas mantém uma relação de amizade. Paulo segue trabalhando, está bem e continua frequentando o templo budista que conheceu por meio da convivência com Soninha.